# Bruce Minney
Bruce Minney, né le 2 octobre 1928 et mort le 5 août 2013, est un artiste plasticien américain ayant œuvré dans plusieurs domaines, tels que le dessin, la peinture, le collage et la céramique. Il fut illustrateur durant 40 ans pour des magazines pulps, des livres de poche et des storyboards. Plus tard il s'orienta vers la céramique et obtint plusieurs récompenses pour ses œuvres. 

## Biographie

### Jeunesse et début de carrière
Enfant, Bruce Minney aimait déjà le dessin. Après être diplômé de la "Oakland High School" d'Oakland (Californie) en 1946, il intégra le "California College of the Arts".
Après avoir obtenu son diplôme il épousa Doris Schulz, et travailla comme pompier à Orinda (Californie) en essayant en même temps de lancer sa carrière artistique. En 1955 il emporta sa femme, sa fille Carole (alors âgée de 4 ans) et tous leurs biens dans une Plymouth 1950 et traversa tous les États-Unis pour rejoindre New York. Doris trouva un emploi dans l'agence de communication Doyle Dane Bernbach. Bruce resta à la maison avec sa fille et créa des échantillons d'illustrations. Finalement il rencontra Eddie Balcourt, artiste illustrateur pour magazines, et commença sa carrière d'illustrateur professionnel.
Bruce Minney réalisa de nombreuses illustrations pour "Stage", "For Men Ony", "Male", "True Action", "Man's World" ainsi que pour de nombreux autres magazines publiés par "Magazine Management".
Il a réalisé également toutes les illustrations intérieures du magazine "Space Science Fiction Magazine". pour ses deux numéros parus en 1957.
Lorsque vinrent les années 1960 et que l'engagement des États-Unis au Viêtnam prit de l'ampleur, des magazines comme Penthouse devinrent plus explicites. Les histoires d'aventure pour hommes connurent un déclin entraînant une perte d'emploi dans le secteur. Une des dernières illustrations que Bruce Minney réalisa pour un magazine pour hommes fut pour "National Lampoon" en novembre 1970. Cette illustration est une parodie brutale et acerbe du style aventures pour hommes sur fond du Viêtnam
.
Minney fut l'artiste vedette de la revue "Illustration magazine" no 40.

### Livres de poche
Entre 1969 et 1986, Bruce Minney illustra plus de 400 livres de poche à la peinture à l'huile et à la peinture acrylique pour les maisons d'édition Grosset & Dunlap, Avon, Fawcett, Harlequin, Ace Books, Pinnacle Books, Manor Books et Pyramid. 
Parmi les titres des ouvrages qu'il a illustrés figurent : la série The Lone Ranger, la série Horatio Hornblower et la série Windhaven...

### Céramique
Bruce Minney s'installa en Floride en 1989. Des années 1990 aux années 2000 il s'orienta vers l'artisanat et se fit une renommée en céramique et participa à plusieurs expositions et concours en Californie et en Floride. Ses œuvres les plus récentes incluent le collage et la peinture.

### Décès
Bruce Minney décéda le 5 août 2013, à l'âge de 84 ans, deux mois après avoir subi un AVC.
La chaîne de télévision "History Channel lui consacra le jour même un épisode de la série "American Pickers".